# Solstice
Solstice er et Engelsk Episk Doom Metal band, dannet i 1990. 

## Diskografi
- Lamenations (1994)
- Halcyon (1996)
- Split m. Twisted Tower Dire (1997)
- New Dark Age (1998)
- split m. Slough Feg (2001)
- Only The Strong (2008)

| Musikgruppe | Spire Denne artikel om en musikgruppe er en spire som bør udbygges. Du er velkommen til at hjælpe Wikipedia ved at udvide den. |